# 최성은 (번역가)
최성은(1971년 12월 4일 ~ )은 대한민국의 폴란드어 문학자 겸 번역가이다. 한국외국어대학교 폴란드어과를 졸업하고 대학원 동유럽어문학과에서 석사 학위를 취득했다. 폴란드 바르샤바 대학교에서 폴란드어문학 박사 학위를 취득하고, 1997년부터 2001년까지 교수로 재직했다. 폴란드 문학 전공자로 바르샤바 대학에서 박사 학위를 받은 최초의 한국인이다.
최성은은 2004년 폴란드 출신의 교황 요한 바오로 2세의 시집을 시작으로 본격적인 출판 번역가로 활동했다. 기존에 영어와 일본어 중역본뿐이었던 헨리크 시엔키에비치의 《쿠오 바디스》를 최초로 폴란드어에서 직접 옮겼고, 비스와바 심보르스카와 올가 토카르추크의 저작을 소개했다. 윤동주, 김소월, 서정주의 시집과 《마당을 나온 암탉》 등의 동화 등 한국 작품을 폴란드어로 번역하기도 했다.

## 저작
- 올가 토카르추크 작품
  - 방랑자들
  - 죽은 이들의 뼈 위로 쟁기를 끌어라
  - 태고의 시간들

- 비스와바 심보르스카 작품
  - 검은 노래
  - 끝과 시작
  - 읽거나 말거나
  - 충분하다